# Domnall mac Caustantín
Domnall mac Caustantín (fl. IX secolo) avrebbe regnato sulla Dál Riata (odierna Scozia occidentale e contea irlandese di Antrim) agli inizi del IX secolo.

## Biografia
La sua esistenza è comunque incerta, dato che si basa solo sul poema Duan Albanach, sui Sincronismi di Flann Mainistrech e sugli annali irlandesi. Secondo i Duan Albanach Domnall regnò per 24 anni e viene collocato cronologicamente fra "Aodh", Áed Find, e i due Conalls, Conall mac Taidg e Conall mac Áedáin. Secondo Flann, il padre di Domnall si chiamava "Costantino". Secondo alcuni si tratterebbe di Caustantín mac Fergusa re dei Pitti dal 792 all'820. Áed Find morì nel 778 e suo fratello Fergus mac Echdach regnò sulla Dál Riata fino alla sua morte nel 781. È impensabile che il figlio di Costantino possa essere stato re prima del 781. Inoltre, un re chiamato Donncoirce sarebbe morto nel 792, mentre Conall mac Taidg morì nell'807, rendendo davvero difficile ubicare in questo periodo i 23 anni di regno di Domnall. Nessun sovrano è conosciuto per la Dál Riata dall'811, quando si pensa che sia finito il regno di Conall mac Áedáin, e quello di Áed mac Boanta, che morì nel'839. Domnall mac Caustantín potrebbe essere stato re dall'811 all'835.